# Корсак, Иван Феодосеевич
Ива́н Феодосе́евич Ко́рсак (15 сентября 1946, посёлок Заболотье, Волынская область — 7 декабря 2017, Луцк) — украинский журналист и автор исторических романов.
Образование высшее, журналистское и агрономическое. Редактировал газеты «Советское Полесье» в Камень-Каширске (1975—1990), «Народная трибуна» в Луцке (1990—1995), общенациональную «Семья и дом» (1996—2014). С 2011 года Иван Корсак — член правления Национального союза писателей Украины, член редколлегии газеты «Литературная Украина». Депутат Волынского областного совета трёх созывов.

## Произведения
- Тіні і полиски (рус. Тени и отблески) — Київ.: Рад. письменник, 1990. — 200 с. — ISBN 5-333-00433-1 — тираж 15 000 экз.
- Покруч — Луцьк: Надстир’я, 1991. — 174 с. — ISBN 5-7707-0395-4
- Оксамит нездавнених літ Архивировано 24 августа 2015 года. (рус. Бархат недавних лет) — Луцк: «Волынская типография», 2000. — 224 с. — ISBN 966-7644-72-3 — тираж 3000 экз.
- Гетьманыч Орлик — Луцк: издательский дом «Твердыня», 2006. — 124 с. — ISBN 966-8770-51-X — тираж 1500 экз.
- Имена твоі, Украіно (рус. Имена твои, Украина) — Луцк: издательский дом «Твердыня», 2007. — 300 с. — ISBN 978-966-2115-01-7 — тираж 1500 экз.
- Тайна святого Арсения — Луцк: издательский дом «Твердыня», 2008. — 160 с. — ISBN 978-966-8770-55-5
- «Капелан Армії УНР» — Киев: «Ярославив Вал», 2009
- «Тиха правда Модеста Левицького» — Киев: «Ярославив Вал», 2009
- «Діти Яфета» — Киев: «Ярославив Вал», 2010
- «Отаман Чайка» — Киев: «Ярославив Вал», 2010
- «Корона Юрия II» — Киев: «Ярославив Вал», 2011
- «Завойовник Європи» — Киев; «Ярославив Вал», 2011
- «KARŪNOS DEIMANTO PASLAPTIS» — Вильнюс: «Евгримас», 2011
- «Немиричів Ключ» — Киев; «Ярославив Вал», 2012
- «На межі» — Киев, «Ярославив Вал», 2013
- «Мисливці за маревом» — Киев, «Ярославив Вал»,2014
- «Борозна у чужому полі» — Киев, «Ярославив Вал»,2014
- «Перстень Ганни Барвінок» (недоступная ссылка) — Киев, «Ярославив Вал», 2015
- «Вибух у пустелі» — Киев, «Ярославив Вал», 2015
- «Запізніле кохання Миклухо-Маклая» — Киев, «Ярославив Вал», 2016
- «Dzieci Jafeta» — Warszawa, «Pracownia», 2016
- «На розстанях долі» — Киев, «Ярославив Вал»,2017
- «Із кореня дужого. Путівцями героїв історичних романів Івана Корсака» — Киев, «Ярославив Вал», 2018
- «За серпанком, загадковим серпанком» — Киев, «Ярославив Вал», 2018
- БУкЛіт «Отаман Чайка» — Киев, «Ярославив Вал», 2018

## Награды и почётные отличия
- Премия имени Вячеслава Чорновола 2007 года (за книгу «Гетьманыч Орлык»)
- Премия имени Агатангела Крымского (за книгу «Имена твои, Украина», 2008)
- Международная литературная премия имени Николая Гоголя («Триумф», 2008)
- Международная литературная премия имени Григория Сковороды (2009)
- Международная литературная премия имени Дмитрия Нитченко (2010)
- Литературно-художественная премия им. Пантелеймона Кулиша (2013) (за исторические книги «Немиричив ключ», «Завоеватель Европы», «Дети Яфета», «Корона Юрия II»)
- Всеукраинская литературная премия им. Зореслава (за исторические романы «Завоеватель Европы», «Немиричив ключ», «Корона Юрия II»)
- Литературно-художественная премия им. Л. Глибова
- Премия «Лучшая книга Украины» 2015 в номинации проза (за книгу «Взрыв в пустыне»)
- Почётная грамота Кабинета министров Украины
- Орден Георгия Победоносца
- Орден Архистратига Михаила
- Орден Святого Равноапостольного князя Владимира
- Медаль Александра Довженко
- Медаль Ивана Мазепы.
- Почётный гражданин городов Луцка и Каменя-Каширского
- Заслуженный журналист Украины.
- Медаль Международного клуба Абая (Казахстан, 2018)